# Tricyphona omeiana
Tricyphona (Tricyphona) omeiana là một loài ruồi trong họ Pediciidae. Chúng phân bố ở vùng sinh thái Palearctic.